# 臺灣大尖胸沫蟬
臺灣大尖胸沫蟬（学名：Megafukia gigas）为尖胸沫蟬科大尖胸沫蟬屬下的一个种。